# Halimiphyllum gontschamvii
Halimiphyllum es un género monotípico de plantas fanerógamas perteneciente a la familia Zygophyllaceae, su única especie Halimiphyllum gontschamvii.

## Taxonomía
El género fue descrito por (Boriss.) Boriss. y publicado en Bot. Mater. Gerb. Bot. Inst. Komarova Akad. Nauk S.S.S.R. 18: 148 1957.